# Karol Sabath

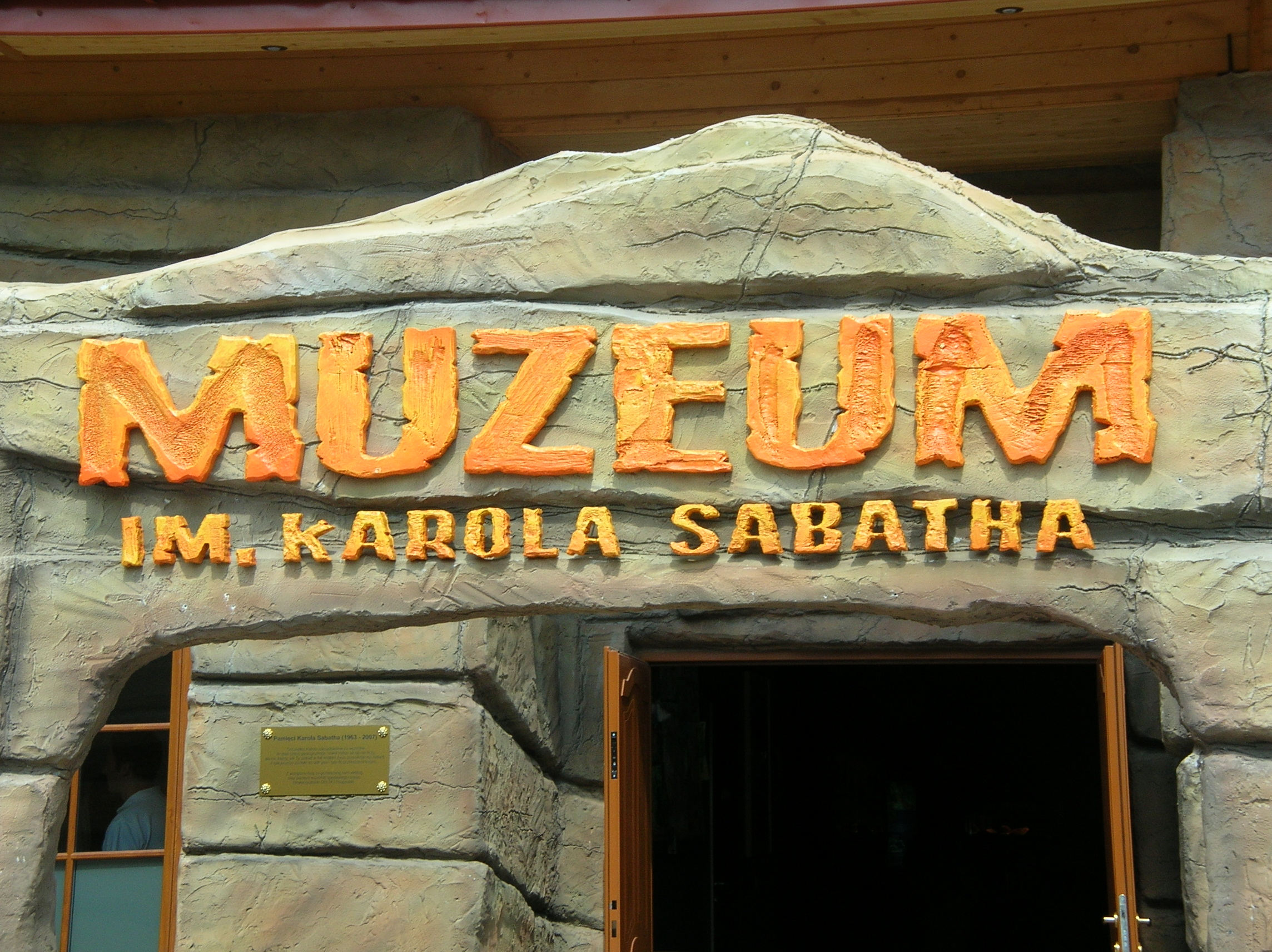
Muzeum im. Karola Sabatha w Solcu Kujawskim

Karol Sabath (ur. 24 sierpnia 1963 w Katowicach, zm. 10 października 2007 w Warszawie) – polski biolog, paleontolog, popularyzator nauki (zwłaszcza biologii ewolucyjnej i paleontologii), jeden z najbardziej aktywnych w Polsce krytyków kreacjonizmu i hipotezy inteligentnego projektu; paleoartysta. Badał głównie dinozaury i ich jaja.

## Życiorys
Absolwent IV Liceum Ogólnokształcącego w Katowicach. Ukończył biologię na Uniwersytecie Śląskim w Katowicach w 1986 roku. Od tego samego roku pracował w Instytucie Paleobiologii im. Romana Kozłowskiego PAN, w tym w Muzeum Ewolucji Instytutu Paleobiologii PAN w Warszawie, a od 2001 także w Muzeum Geologicznym Państwowego Instytutu Geologicznego w Warszawie. Był członkiem Komitetu Biologii Ewolucyjnej i Teoretycznej PAN, a także Society of Vertebrate Paleontology.
Autor i współautor, redaktor, konsultant i tłumacz wielu książek z dziedziny paleontologii, stały współpracownik „Wiedzy i Życia”, współtwórca serwisów www.ewolucja.org, www.paleontologia.pl, www.dinozaury.com. Był jednym z redaktorów „Acta Palaeontologica Polonica”.
Do jego ważniejszych osiągnięć naukowych należą prace na temat identyfikacji jaj dinozaurów na podstawie ultrastruktury ich skorupy, a także ustalenie, że jedne z największych drapieżnych dinozaurów świata, tarbozaur i tyranozaur nie były ze sobą blisko spokrewnione oraz że tarbozaur nie jest gatunkiem rodzaju Tyrannosaurus.
Naukowiec zmarł wskutek niezidentyfikowanej choroby. Został pochowany na cmentarzu w Katowicach-Bogucicach, ul. Wróblewskiego.
Imieniem Karola Sabatha nazwano Muzeum Ziemi na terenie JuraParku w Solcu Kujawskim. Dedykowano mu także pierwszy numer „Rocznika Muzeum Ewolucji” (nr 1/2009, ISSN 1689-8540) i poświęcono wystawę w Muzeum Ewolucji w r. 2008 pt. Karol Sabath: W pierwszą rocznicę śmierci. Polskie Stowarzyszenie Dziennikarzy Naukowych prowadzi także konkurs im. Karola Sabatha na najlepszy polskojęzyczny artykuł prasowy o tematyce popularnonaukowej. Na jego cześć nazwany został eoceński chrząszcz Euroleptochromus sabathi oraz późnokredowy ootakson Styloolithus sabathi (skamieniałe, prawdopodobnie ptasie jaja odkryte w osadach mongolskich formacji Dżadochta i Barun Goyot).

## Ważniejsze publikacje
Naukowe
- K. Sabath, Upper Cretaceous amniotic eggs from the Gobi Desert, „Acta Palaeontologica Polonica”, 36 (2), 1991, s. 151–192 [dostęp 2018-02-26].
- K. Mikhailov, K. Sabath, S. Kurzanov: Eggs and nests from the Cretaceous of Mongolia. W: Dinosaur Eggs and Babies. K. Carpenter, K.F. Hirsch, J.R. Horner (red.). Cambridge: Cambridge University Press, 1994, s. 88–115. ISBN 978-0-521-56723-7.
- G. Gierlinski, K. Sabath, A probable stegosaurian track from the Late Jurassic of Poland, „Acta Palaeontologica Polonica”, 47 (3), 2002, s. 561–564 [dostęp 2018-02-26].
- J.H. Hurum, K. Sabath, Giant theropod dinosaurs from Asia and North America: Skulls of ''Tarbosaurus bataar'' and ''Tyrannosaurus rex'' compared, „Acta Palaeontologica Polonica”, 48 (2), 2003, s. 161–190 [dostęp 2018-02-26].
- P.J. Currie, J.H. Hurum, K. Sabath, Skull structure and evolution in tyrannosaurid phylogeny, „Acta Palaeontologica Polonica”, 48 (2), 2003, s. 227–234 [dostęp 2018-02-26].

Podręczniki i popularnonaukowe
- K. Sabath, 1995: Ad ovum. W: Gierliński G.: Śladami polskich dinozaurów. Polska Oficyna Wydawnicza. str. 69–79. (rozdział autorstwa K. Sabatha omawia jaja dinozaurów)
- Jacek Balerstet, Karol Sabath, 2004. Podstawy ewolucjonizmu. Wyd. Operon.
- Część rozdziałów, opracowanie, ilustracje w książce: Adam Urbanek, 2007: Jedno istnieje tylko zwierzę... Wyd. Muzeum i Instytut Zoologii PAN. ISBN 978-83-88147-08-1[12]